# Робертсон, Мюриэл
Мюриэл Робертсон (англ. Muriel Robertson; 1883—1973) — британский паразитолог. Внесла важный вклад в изучение жизненного цикла возбудителя сонной болезни Trypanosoma brucei gambiense. Изучала также свободноживущих жгутиконосцев Bodo caudatus и трихомониазы скота. В 1909—1910 гг. и 1914—1961 гг. работала в Листеровском институте профилактической медицины в Лондоне. В 1947 году была избрана в члены Лондонского королевского общества, став восьмой женщиной, удостоившейся этой чести.